# Multimodale Schmerztherapie
Sie ist gleichbedeutend mit dem mittlerweile gebräuchlicheren Begriff der "interdisziplinären multimodalen Schmerztherapie" (IMST), die oftmals während eines teilstationären bzw. vollstationären Krankenhausaufenthalts angewendet wird. 
Der Ansatz der multimodalen Schmerztherapie geht von einer kombinierten Schmerz-Behandlung aus, die eine mindestens siebentägige interdisziplinäre Behandlung von Patienten mit chronischen Schmerzzuständen (z. B. Wirbelsäulenleiden, einschließlich Tumorschmerzen) unter Einbeziehung von mindestens zwei Fachdisziplinen, davon eine psychiatrische, psychosomatische oder psychologische Disziplin, nach einem ärztlichen Behandlungsplan mit Behandlungsleitung umfasst. Unter dieser Bezeichnung gibt es verschiedene standardisierte Verfahren mit einer Dauer von bis zu fünf Wochen. Einige Programme setzen zusätzlich nach einer längeren Pause eine erneute, kurze Behandlung ein, um die Behandlungsinhalte aufzufrischen.

## Behandlungsinhalte
Multimodale Schmerztherapie stellt die folgenden Bausteine nahezu gleichwertig nebeneinander:
- medizinische Behandlung,
- intensive Information und Schulung auf der Basis eines biopsychosozialen Schmerzmodells,
- körperliche Aktivierung (möglichst orientiert an verhaltenstherapeutischen Prinzipien),
- psychotherapeutische Behandlungsmaßnahmen (Einzel/Gruppentherapie,
- Stressbewältigung,
- Funktionsanalysen) sowie
- Ergotherapie.[4][5]

## Indikation
Für Patienten mit Kreuzschmerzen soll geprüft werden, ob Risikofaktoren zur Chronifizierung vorliegen, wenn die Schmerzen über sechs Wochen bestehen und wenn Einschränkungen in der alltäglichen Lebensführung vorliegen. Liegen Risikofaktoren vor, kann eine multimodale Schmerztherapie angezeigt (indiziert) sein.
Bestehen die Schmerzen mehr als 12 Wochen, soll auf jeden Fall die Indikation für eine multimodale Schmerztherapie überprüft werden.
Eine Indikation zur multimodalen Schmerztherapie ist gegeben, wenn folgende Voraussetzungen erfüllt sind:
- eine vorherige, weniger intensive Therapie erfolglos war
- eine Änderung der Schmerzsymptomatik vorliegt (häufigere oder intensivere Schmerzen, Schmerzen in neuen Körperteilen)
- eine Zunahme des Medikamentenverbrauchs auftritt
- psychosoziale Risikofaktoren vorliegen
- der Patient das medizinische Versorgungssystem häufig in Anspruch nimmt
- Komorbiditäten vorliegen, die die Schmerzen beeinflussen oder die Therapie erschweren[5]

Für Patienten mit chronischen Kopfschmerzen liegen ebenfalls Belege dafür vor, dass eine multimodale Schmerztherapie gegenüber einer rein pharmakologischen oder rein psychotherapeutischen Behandlung besser wirksam ist. Genaue Indikationskriterien existieren bis dato jedoch nicht.
Zur Sicherung des Behandlungsverlaufs wird das Ergebnis generell durch ein standardisiertes therapeutisches Assessment (z. B. über Schmerzstärke, Depressivität, Funktionskapazität und Lebensqualität) mit einer darauf folgenden interdisziplinären Teambesprechung überprüft.

## Behandlungserfolge
- Bei der Behandlung chronischer Rückenschmerzen: signifikant[7]
- Bei der multimodalen Schmerztherapie Dachau (diagnoseunabhängig): 63 % konnten an den Arbeitsplatz zurückkehren[8]

Konventionelle, rein somatisch orientierte Behandlung chronischer Schmerzen zeigt keine befriedigende Ergebnisqualität für die Betroffenen. So profitieren nur ca. 10 % der konventionell behandelten Rückenschmerzpatienten von einer entsprechenden Therapie. Nach einer umfangreichen Auswertung von Abrechnungsdaten aus den Jahren 2006 bis 2010, kam die Barmer GEK zum Schluss, dass multimodale Schmerztherapie bei Rückenschmerz gegenüber Operationen oder einer Injektionstherapie aus medizinischer und aus ökonomischer Sicht am effektivsten sei. Seit 2012 führen auch die Berufsgenossenschaften vermehrt Multimodale Schmerztherapiezentren in ihren Unfallkliniken – wie etwa in Frankfurt, Duisburg, Ludwigshafen oder Murnau – ein, diese Behandlungen werden jedoch in der Regel nur berufsgenossenschaftlich versicherten Patienten angeboten.
Vor diesem Hintergrund fordern nationale wie internationale Fachgesellschaften, multimodale Therapieangebote einzubeziehen, insbesondere von psychotherapeutischen Interventionen. Leider spiegelt die aktuelle Behandlungssituation in Deutschland die wissenschaftlichen Erkenntnisse die zu dieser Forderung geführt haben nicht wider. Vielmehr stellt eine multimodale Schmerztherapie immer noch die Ausnahme in Deutschland dar.
Einer Studie von Donath et al. (2015) zufolge profitieren insbesondere jene Patientinnen und Patienten von einer multimodalen Schmerztherapie, die zu Behandlungsbeginn stark von ihren Schmerzen im Alltag beeinträchtigt sind, die zu Behandlungsbeginn eine hohe Schmerzstärke angeben und die in den letzten sechs Monaten vor Therapiebeginn eher weniger Arztbesuche wegen ihrer Schmerzen hatten.

## Evidenz
Einem Review zufolge ist die Messung von Erfolg in der multimodalen Schmerztherapie (MMST) bisher sehr uneinheitlich. Von 70 Studien nutzte auch nicht eine Studie exakt die gleiche Operationalisierung wie eine andere Studie. Im Zuge der Entwicklung von patientenbeurteilten Qualitätskriterien („patient reported outcomes“) schlagen Donath et al. (2015) ein kombiniertes Erfolgskriterium für die Messung des Behandlungserfolgs in der multimodalen Schmerztherapie vor. Patientinnen und Patienten müssen sich relevant in den Bereichen Schmerzstärke, Beeinträchtigung durch die Schmerzen, Depressivität und Lebensqualität verbessern.
Ein Cochrane-Review kam zu dem Schluss, es bestehe hinsichtlich der Wirkung auf den Schmerz, die subjektive Behinderung und die Dauer der Arbeitsunfähigkeit kein Unterschied zu anderen aktiven Behandlungen. Eine Umbrella-Review (Übersichtsarbeit auf Basis von Metaanalysen) deutete ebenfalls darauf hin, dass es an belastbaren Beweisen für die Wirksamkeit der MMST fehlt.

## Belege
1. ↑  Interdisziplinär-multimodale Schmerztherapie. schmerzgesellschaft.de, abgerufen am 4. Juli 2025.
2. ↑  DGAI, BDA und Deutsche Schmerzgesellschaft fordern: Schmerzmedizin muss Teil der Krankenhausreform sein. dgai.de, 3. Juli 2025, abgerufen am 4. Juli 2025.
3. ↑  Was beinhaltet eine interdisziplinäre Schmerztherapie? cmsc.charite.de, abgerufen am 4. Juli 2025.
4. ↑  J. Hildebrandt, M. Pfingsten: Vom GRIP zur multimodalen Schmerztherapie. In: Der Orthopäde. 10, 2009, S. 885–895. doi:10.1007/s00132-009-1479-6
5. 1 2 3  Verfügbar unter  Nationale VersorgungsLeitlinie Kreuzschmerz  Bundesärztekammer (BÄK), Kassenärztliche Bundesvereinigung (KBV), Arbeitsgemeinschaft der  Wissenschaftlichen Medizinischen Fachgesellschaften (AWMF).
6. ↑  Hans-Christoph Diener (Hrsg.): Leitlinien für Diagnostik und Therapie in der Neurologie. 4., überarbeitete Auflage. Thieme, Stuttgart 2008, ISBN 978-3-13-132414-6, S. 654 ff.
7. ↑  S. Meier, E. Neubauer, M. Schiltenwolf: Messung von Behandlungserfolg bei chronischen Rückenschmerzen. In: Der Schmerz. 23:1/2009, S. 54–58. doi:10.1007/s00482-008-0731-z
8. ↑  K. Pöhlmann, T. Tonhauser, P. Joraschky, B. Arnold: Die Multimodale Schmerztherapie Dachau (MSD). Daten zur Wirksamkeit eines diagnose-unabhängigen multimodalen Therapieprogramms bei Rückenschmerzen und anderen Schmerzen. In: Der Schmerz. 23:1/2009, S. 40–46. doi:10.1007/s00482-008-0727-8
9. ↑  E. Lang, R. Eisele, H. Jankowsky u. a.: Ergebnisqualität in der ambulanten Versorgung von Patienten mit chronischen Rückenschmerzen. In: Der Schmerz. 3  (2000), S. 146–160.
10. ↑  hil/aerzteblatt.de: Krankenkasse empfiehlt multimodale Schmerztherapie bei Rückenschmerzen. In: aerzteblatt.de. 29. August 2012, abgerufen am 18. November 2015.
11. ↑  Stationäre Multimodale Schmerztherapie (Memento des Originals vom 19. November 2015 im Internet Archive)  Info: Der Archivlink wurde automatisch eingesetzt und noch nicht geprüft. Bitte prüfe Original- und Archivlink gemäß Anleitung und entferne dann diesen Hinweis. Berufsgenossenschaftliche Unfallklinik Frankfurt
12. ↑  Desirable Characteristics for Pain Treatment Facilities. (Memento vom 24. August 2012 im Webarchiv archive.today) International Association for the Study of Pain (IASP)
13. ↑  Versorgung verbessern, Deutsche Schmerzgesellschaft e.V.
14. ↑  H. Kayser, R. Thoma u. a.: [Structure of outpatient pain therapy in Germany. Results of a survey]. In: Schmerz. Band 22, Nummer 4, August 2008, S. 424–432. doi:10.1007/s00482-008-0650-z. PMID 18437429.
15. 1 2  C. Donath, L. Dorscht, E. Gräßel, R. Sittl & C. Schön: Searching for success: Development of a combined patient-reported-outcome („PRO“) criterion operationalizing success in multi-modal pain therapy. In: BMC Health Services Research. 15, 2015, S. 272. doi:10.1186/s12913-015-0939-4.
16. ↑  S. Deckert, U. Kaiser, C. Kopkow, F. Trautmann, Rainer Sabatowski, J. Schmitt: A systematic review of the outcomes reported in multimodal pain therapy for chronic pain. In: European Journal of Pain. 2015. doi:10.1002/ejp.721
17. ↑  Marin TJ, van Eerd D, Irvin E, Couban R, Koes BW, Malmivaara A, van Tulder MW, Kamper SJ (2017): Multidisciplinary biopsychosocial rehabilitation for subacute low back pain. Cochrane Database of Systematic Reviews, Issue 6
18. ↑  Dragioti E, Evangelou E, Larsson B, Gerdle B: Effectiveness of Multidisciplinary Programmes for Clinical Pain Conditions: An Umbrella Review. J Rehabil Med; 2018; 50: Epub ahead of print.